# Coelogyne celebensis
Coelogyne celebensis é uma espécie de orquídea epífita, família Orchidaceae, originária de Sulawesi.